# Mike Remmers
Michael „Mike“ Remmers (geboren am 11. April 1989 in Portland, Oregon) ist ein ehemaliger US-amerikanischer American-Football-Spieler auf der Position des Offensive Tackles. Er spielte College Football für die Oregon State University und stand zuletzt bei den New York Jets in der National Football League (NFL) unter Vertrag.

## College
Remmers besuchte die Jesuit High School in Beaverton, Oregon. Da er keine Stipendienangebote erhielt, ging er ab 2007 als Walk-on auf die Oregon State University, um für die Oregon State Beavers zu spielen, für die bereits sein älterer Bruder Basketball sowie sein Vater Football gespielt hatte. Nach einem Redshirt-Jahr kam Remmers 2008 in sieben Spielen auf der Position des rechten Tackles von Beginn an zum Einsatz und erhielt daraufhin ein Stipendium. In den folgenden drei Jahren stand er bei allen Partien der Beavers auf dem Feld, dabei spielte er 2011 als Left Tackle. Insgesamt bestritt er 44 Partien für Oregon State.

## NFL
Im NFL Draft 2012 wurde Remmers nicht ausgewählt, anschließend wurde er als Undrafted Free Agent von den Denver Broncos unter Vertrag genommen. In Denver fand er allerdings keine Berücksichtigung für die Regular Season und wurde vor Saisonbeginn entlassen. Daraufhin nahmen die Tampa Bay Buccaneers Remmers für ihren Practice Squad unter Vertrag. In Tampa kam er ebenfalls zu keinem Einsatz in der regulären Saison. Am 9. Oktober 2013 verpflichteten die San Diego Chargers Remmers für ihren aktiven Kader. Bei den Chargers kam er zu seinem NFL-Debüt und stand bei der Partie gegen die Jacksonville Jaguars in Woche 7 auf dem Feld. Am 23. November 2013 entließen die Chargers Remmers, woraufhin die Minnesota Vikings ihn über die Waiver-Liste unter Vertrag nahmen. Bei den Vikings stand er zwischenzeitlich im 53-Mann-Kader, allerdings konnte er dort ebenso wenig Fuß fassen wie bei den St. Louis Rams, die ihn nach seiner Entlassung in Minnesota in ihren Practice Squad aufnahmen. Im Oktober 2014 wechselte Remmers dann zu den Carolina Panthers.

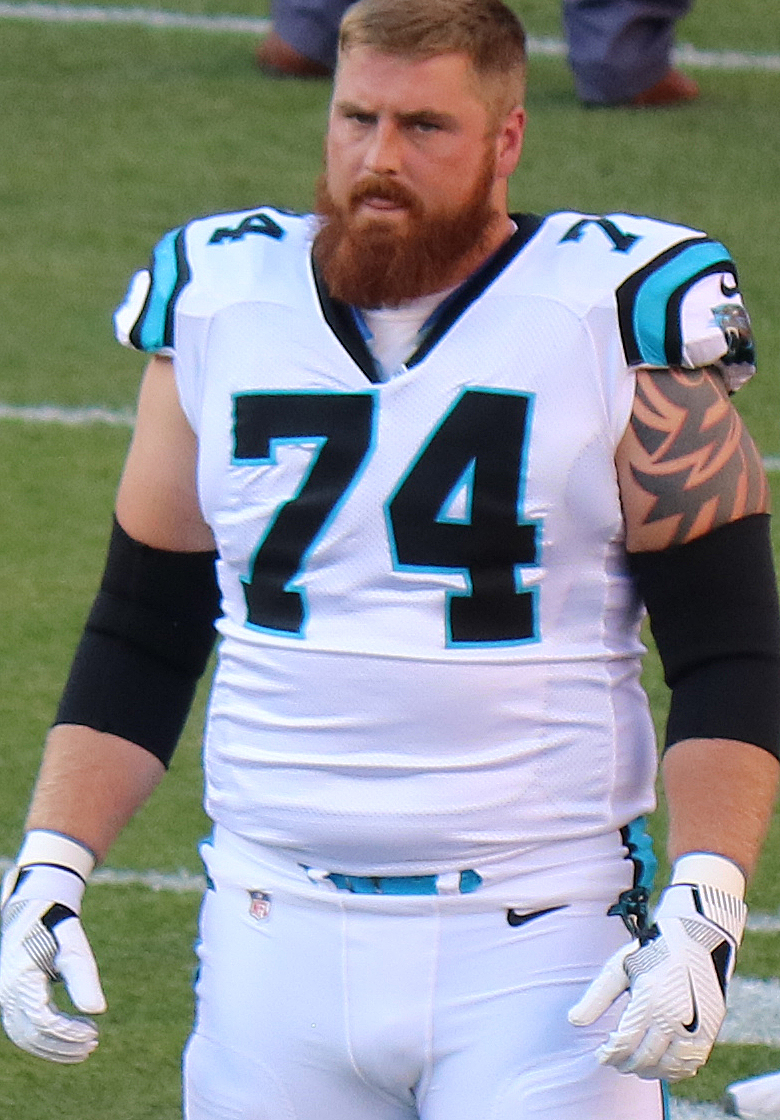
Remmers bei den Panthers (2016)

Da den Panthers verletzungsbedingt in der Offensive Line mehrere Spieler fehlten, kam Remmers ab dem 13. Spieltag als Starter auf der Position des Right Tackles zum Einsatz. In der Vorbereitung auf die Saison 2015 setzte sich Remmers gegen Viertrundenpick Daryl Williams durch und ging als Stammspieler in die Saison. Mit den Panthers erreichte er den Super Bowl 50, der gegen die Denver Broncos verloren ging. Im Super Bowl zeigte Remmers als direkter Gegenspieler von Von Miller, der zum Super Bowl MVP gewählt wurde, sein schwächstes Spiel der Saison. Er verschuldete drei Sacks, die zu zwei Ballverlusten durch Fumbles führten. Der erste Fumble resultierte in einem defensiven Touchdown der Broncos. Im März 2016 belegten die Panthers Remmers mit einem Second-Round Tender, der ihm 2,55 Millionen Dollar für die Saison 2016 einbrachte. Auch 2016 war er durchgehend Stammspieler, infolge einer Verletzung von Michael Oher spielte Remmers 2016 überwiegend als Left Tackle.
Nach dem Auslaufen seines Vertrags in Carolina unterschrieb Remmers einen Fünfjahresvertrag über 30 Millionen Dollar, davon 10,5 Millionen garantiert, bei den Minnesota Vikings. Zuvor war Tackle Matt Kalil von den Vikings zu den Panthers gewechselt. Für Minnesota kam Remmers 2017 in elf Spielen der Regular Season und zwei Play-off-Spielen als Right Tackle und 2018 in 16 Spielen als Right Guard zum Einsatz. Am 11. März 2019 entließen ihn die Vikings.
Im Mai 2019 statteten die New York Giants mit einem Einjahresvertrag im Wert von 2,5 Millionen Dollar aus. Für die Giants bestritt er 14 Spiele als rechter Tackle. Zur Saison 2020 schloss er sich für ein Jahr den Kansas City Chiefs an. Bei den Chiefs war er zunächst Ersatzspieler. Da Mitchell Schwartz sich verletzte, wurde Remmers zum Stammspieler auf der Position des Right Tackles. Im AFC Championship Game verletzte sich zudem Left Tackle Eric Fisher, sodass Remmers für den Super Bowl LV auf die linke Seite wechseln musste. Kansas City verlor den Super Bowl mit 9:31 gegen die Tampa Bay Buccaneers.
Im März 2021 unterschrieb Remmers einen neuen Einjahresvertrag über 7 Millionen Dollar, davon 3,5 Millionen garantiert, bei den Chiefs. In der Saisonvorbereitung verletzte Remmers sich und verlor seine Position als Stammspieler an Lucas Niang. Am sechsten und siebten Spieltag stand Remmers in der Startaufstellung, da Niang verletzungsbedingt fehlte. Im November wurde Remmers wegen einer Knieverletzung auf die Injured Reserve List gesetzt.
Am 27. September 2022 nahmen die New York Jets Remmers für ihren Practice Squad unter Vertrag. Er wurde später in den aktiven Kader berufen, kam zu acht Einsätzen und stand am letzten Spieltag als Right Tackle in der Stammformation, da George Fant verletzungsbedingt ausfiel.